# Allium chalkii
Allium chalkii är en amaryllisväxtart som beskrevs av Dimitrios B. Tzanoudakis och Fania Weissmann- Kollmann. Allium chalkii ingår i släktet lökar, och familjen amaryllisväxter. Inga underarter finns listade i Catalogue of Life.